# Amulet

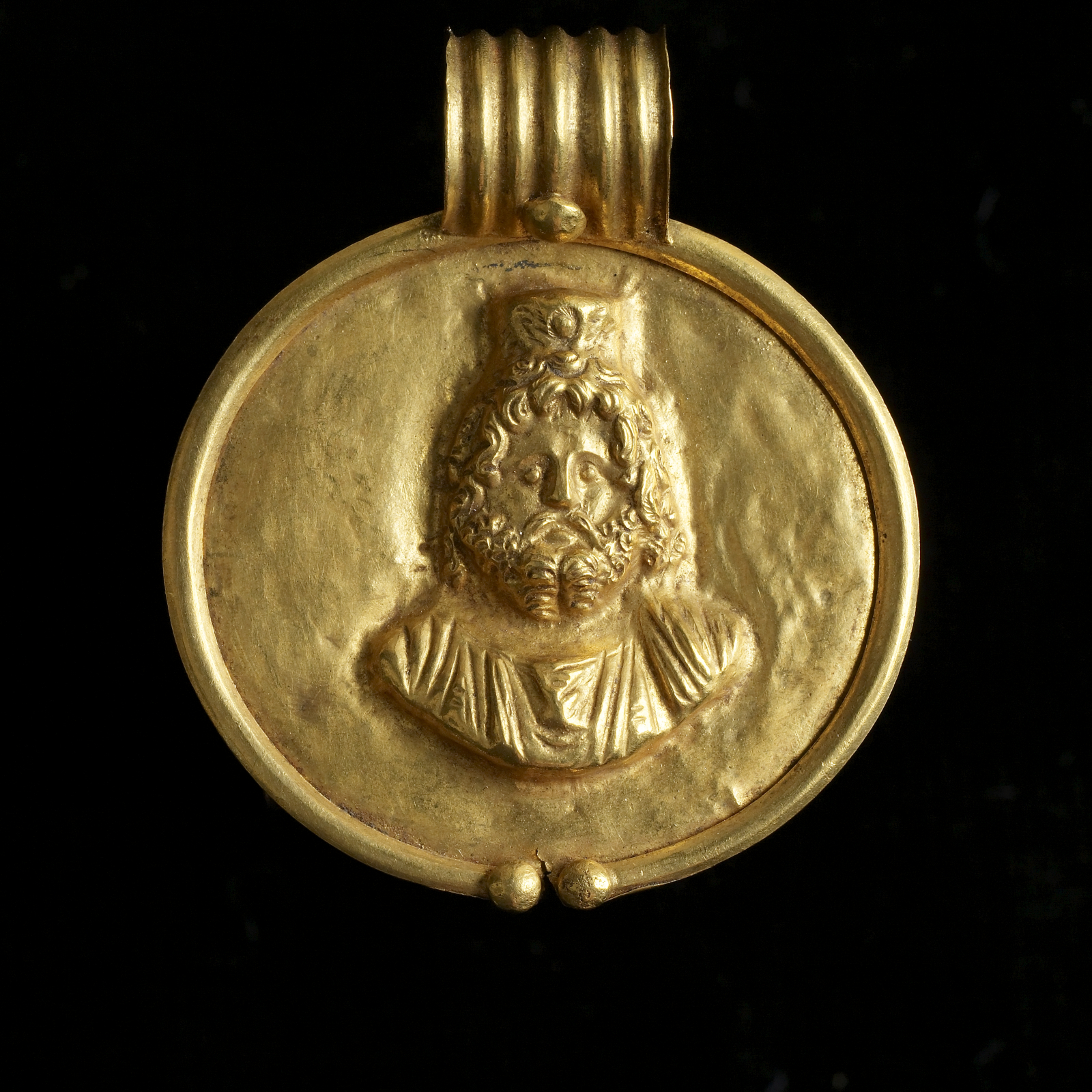
Starożytny amulet z wizerunkiem Serapisa (II w. p.n.e.)

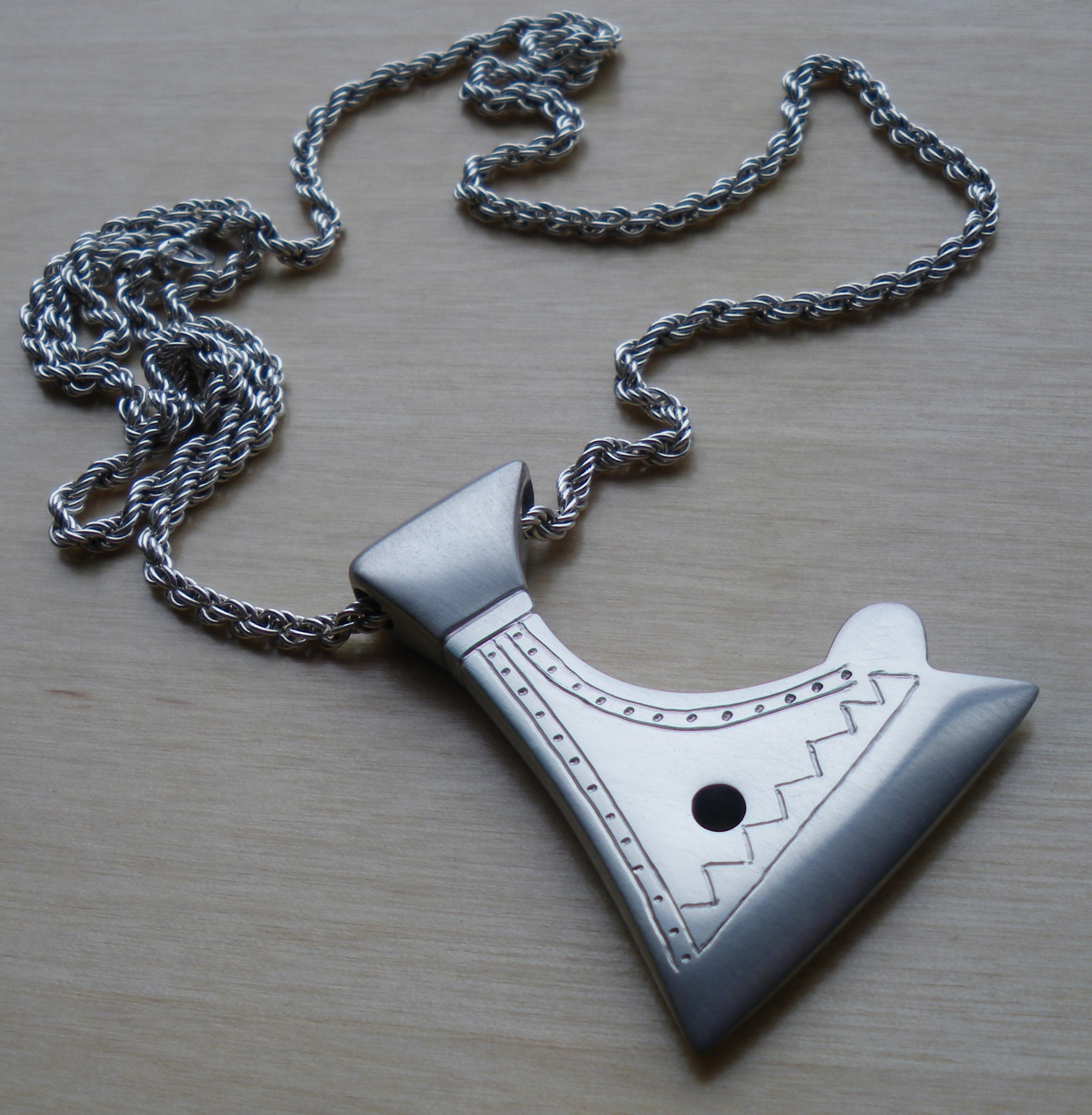
Współczesny amulet z toporem Peruna

Amulet (łac. amuletum) – osobisty przedmiot o charakterze magicznym, z przypisywanym mu działaniem ochronnym, posiadający różny kształt i formę, nawiązujący do symboliki lub bóstwa, części ludzkiego ciała, motywu roślinnego, czy zwierzęcego. Także w formie tabliczki z napisem.
Często drobny przedmiot, pochodzenia naturalnego lub wytworzony, służący do magicznej obrony przed złymi duchami, ludźmi lub nieszczęściami: noszone na ciele lub na odzieży krzyże, pierścienie, łańcuchy, czasem figurki, również wkładane do grobu zmarłym. Amulet ma długą tradycję, znany jest na całym świecie, przybiera różne formy. Odgrywa istotną rolę w religiach pierwotnych (zbliżony do idoli).
W chrześcijaństwie noszenie takich przedmiotów i wiara w ich moc stanowi grzech przeciwko pierwszemu przykazaniu. W 375 roku sobór w Laodycei nakazywał wykluczanie osób noszących amulety ze społeczności wiernych.